# Eroi della sesta giornata
Eroi della sesta giornata o eroi della sesta è un'espressione polirematica usata per definire quegli opportunisti che, pur non avendo partecipato alle fasi incerte e pericolose di uno scontro, si mettono in mostra quando il successo è ormai certo e, profittando dei seguenti momenti di euforia e confusione, cercano di ipotecare a loro vantaggio la vittoria, accaparrandosene il merito e occupando posti di potere e uffici redditizi.

## Etimologia
L'espressione, di origine milanese, venne popolarmente coniata nei giorni successivi alle Cinque giornate, quando un gruppo di aristocratici, borghesi e politici meneghini che si erano ben guardati dal partecipare al combattimento, dopo la ritirata delle truppe austriache si insediarono al governo di Milano, lanciando appelli e dichiarando fedeltà a Carlo Alberto.
(A. Rivalta, 1862)
L'espressione, entrata nel lessico scritto, è stata utilizzata in varie occasioni nel corso dell'ultimo secolo di storia italiana per indicare coloro che saltano sul carro del vincitore, particolarmente nei confronti dei moltissimi che chiesero e ottennero il certificato di partecipazione alla Marcia su Roma, pur non avendovi partecipato, o della moltitudine di sedicenti partigiani, sbucati dal nulla nei giorni immediatamente successivi o precedenti la Liberazione, utilizzata da polemisti come Curzio Malaparte.
In tempi recenti, celebre è l'uso dell'espressione da parte dello scrittore siciliano Leonardo Sciascia che definì "eroi della sesta"' alcuni magistrati e politici, nel suo articolo I professionisti dell'antimafia, che suscitò un'enorme polemica culturale e politica.
(da I professionisti dell'antimafia di Leonardo Sciascia, Corriere della Sera, 10 gennaio 1987)